# Lijst van nummer 1-hits in Portugal in 2015
Deze hits stonden in 2015 op nummer 1 in de Portugal Top 20, de bekendste hitlijst in Portugal.
| Datum        | Artiest                         | Titel                           |
| ------------ | ------------------------------- | ------------------------------- |
| 3 januari    | D.A.M.A.                        | As vezes                        |
| 10 januari   | D.A.M.A.                        | As vezes                        |
| 17 januari   | Ed Sheeran                      | Thinking out loud               |
| 24 januari   | Hozier                          | Take me to church               |
| 31 januari   | Hozier                          | Take me to church               |
| 7 februari   | Hozier                          | Take me to church               |
| 14 februari  | Hozier                          | Take me to church               |
| 21 februari  | Ellie Goulding                  | Love me like you do             |
| 28 februari  | Hozier                          | Take me to church               |
| 7 maart      | Hozier                          | Take me to church               |
| 14 maart     | Ellie Goulding                  | Love me like you do             |
| 21 maart     | Mr. Probz                       | Nothing really matters          |
| 28 maart     | Ellie Goulding                  | Love me like you do             |
| 4 april      | Ellie Goulding                  | Love me like you do             |
| 11 april     | Ellie Goulding                  | Love me like you do             |
| 18 april     | Wiz Khalifa & Charlie Puth      | See you again                   |
| 25 april     | Wiz Khalifa & Charlie Puth      | See you again                   |
| 2 mei        | Wiz Khalifa & Charlie Puth      | See you again                   |
| 9 mei        | Wiz Khalifa & Charlie Puth      | See you again                   |
| 16 mei       | Wiz Khalifa & Charlie Puth      | See you again                   |
| 23 mei       | Wiz Khalifa & Charlie Puth      | See you again                   |
| 30 mei       | Wiz Khalifa & Charlie Puth      | See you again                   |
| 6 juni       | Lost Frequencies                | Are you with me                 |
| 13 juni      | OMI                             | Cheerleader (Felix Jaehn remix) |
| 20 juni      | OMI                             | Cheerleader (Felix Jaehn remix) |
| 27 juni      | OMI                             | Cheerleader (Felix Jaehn remix) |
| 4 juli       | OMI                             | Cheerleader (Felix Jaehn remix) |
| 11 juli      | OMI                             | Cheerleader (Felix Jaehn remix) |
| 18 juli      | OMI                             | Cheerleader (Felix Jaehn remix) |
| 25 juli      | Nicky Jam & Enrique Iglesias    | El perdón                       |
| 1 augustus   | Nicky Jam & Enrique Iglesias    | El perdón                       |
| 8 augustus   | Nicky Jam & Enrique Iglesias    | El perdón                       |
| 15 augustus  | Nicky Jam & Enrique Iglesias    | El perdón                       |
| 22 augustus  | Nicky Jam & Enrique Iglesias    | El perdón                       |
| 29 augustus  | Nicky Jam & Enrique Iglesias    | El perdón                       |
| 5 september  | Nicky Jam & Enrique Iglesias    | El perdón                       |
| 12 september | Nicky Jam & Enrique Iglesias    | El perdón                       |
| 19 september | Nicky Jam & Enrique Iglesias    | El perdón                       |
| 26 september | Nicky Jam & Enrique Iglesias    | El perdón                       |
| 3 oktober    | Lost Frequencies & Janieck Devy | reality                         |
| 10 oktober   | Nicky Jam & Enrique Iglesias    | El perdón                       |
| 17 oktober   | Nicky Jam & Enrique Iglesias    | El perdón                       |
| 24 oktober   | Justin Bieber                   | 'What do you mean?              |
| 31 oktober   | D.A.M.A. & Gabriel O Pensador   | Não faço questão                |
| 7 november   | Adele                           | Hello                           |
| 14 november  | Adele                           | Hello                           |
| 21 november  | Adele                           | Hello                           |
| 28 november  | Adele                           | Hello                           |
| 5 december   | Adele                           | Hello                           |
| 12 december  | Adele                           | Hello                           |
| 19 december  | Adele                           | Hello                           |
| 26 december  | Adele                           | Hello                           |